# Gevecht aan de Edemolen
Het Gevecht aan de Edemolen, vroeger ook "De Slag bij Edemolen" genoemd, was een intensieve schermutseling tussen Duitse troepen en diverse Belgische eenheden tijdens de Eerste Wereldoorlog.

## Inleiding
In België startte de Eerste Wereldoorlog met de Duitse inval op 4 augustus 1914. De Duitse veldlegers rukten op in de richting van Parijs, maar hun opmars werd tot staan gebracht tijdens de Slag aan de Marne, wat de facto de mislukking betekende van het von Schlieffenplan. De Duitse legerleiding verlegde de aandacht naar het nog niet bezette deel van België, in het bijzonder Antwerpen, waar het Belgische veldleger zich had verschanst achter de fortengordel. Onder leiding van koning Albert I van België brak het Belgische veldleger op 7 oktober door de Duitse omsingeling en trok in de richting van de Belgische kust, maar ook de Duitsers probeerden de strategisch belangrijke Noordzee als eersten te bereiken. Zowel Duitsers als geallieerden stuurden verkenningstroepen in elkaars richting. Het is in dit kader dat het Gevecht aan de Edemolen zich afspeelde op het grondgebied van de gemeente Nazareth.

## Betrokken eenheden

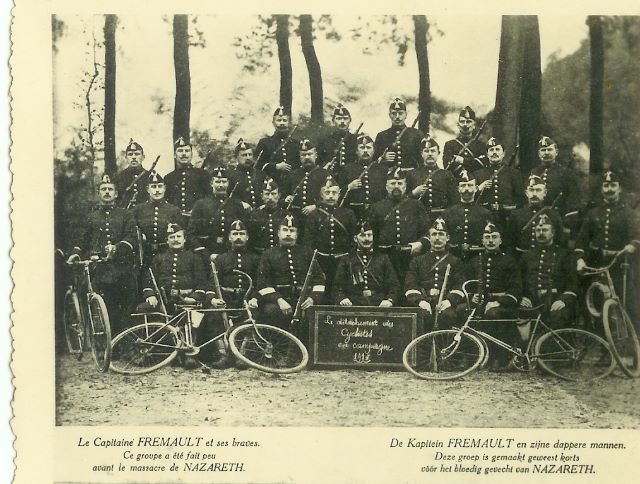
Peloton rijkswachters onder leiding van kapitein Camiel Frémault, die een belangrijke rol speelden in het Gevecht aan de Edemolen op 7 oktober 1914 tijdens de Eerste Wereldoorlog

Aan Duitse zijde ging het om een Duitse groepering van de 4. Kavallerie-Division onder bevel van majoor von Tannstein. Die groepering bestond uit drie eskadrons van elk 120 ruiters, een compagnie wielrijders (200 man) en een halve batterij te paard met twee kanonnen. Zij hadden als opdracht  de lijn Deinze- Tielt- Torhout te verkennen en de spoorwegen vanuit Gent te vernietigen. 
Er was de groep van de Luikse Burgerwacht, van het eskadron Chaudoir dat zich die dag in Nazareth bevond. Het eskadron omvatte 54 man te paard en drie auto’s. Zij werden ondersteund door een auto met mitrailleur Minerva.  
Verder was er een peloton cyclisten van de rijkswacht onder leiding van kapitein Frémault, gestationeerd in Zwijnaarde. Een gepantserde auto met machinegeweer vergezelde dit peloton. Aan de Edemolen werden zij versterkt door de Brigade Gavere (twee gendarmen en tien vrijwilligers).
Ten slotte kwamen tijdens de eindfase van de strijd nog twee Franse compagnieën van 300 man sterk, aangekomen per trein, tussenbeide.

## Verloop van het gevecht
Op 6 oktober 1914 werden zowel de burgerwachters in Nazareth als de rijkswacht in Zwijnaarde door de Belgische legerleiding geïnformeerd over de aanwezigheid van een Duitse eenheid, die een bedreiging vormde. De beide groepen kwamen de volgende morgen in actie.
Het eskadron van de burgerwacht ontdekte de Duitse eenheid in het Spitaalbos van Wortegem-Petegem en besliste om zich wegens de overmacht terug te trekken. Om niet overvleugeld en afgesneden te worden en Deinze met zijn spoorwegstation te verdedigen, stuurde Chaudoir zijn ruiterij naar Nazareth. Hijzelf reed met de wagens en de automitrailleur naar Huise. Hij wilde tijd winnen door de Duitse opmars te vertragen. In Lozer ontmoette hij kapitein Frémault met zijn rijkswachters en vrijwilligers  en er werd besloten dat hijzelf Huise zou bezetten en Frémault het kruispunt van de wegen Gent-Oudenaarde en Kruishoutem-Nederzwalm. Op die plaats zou de groep Frémault, ondersteund door de automitrailleur, de Duitsers onder vuur nemen. 
Na een vuurgevecht tussen de groep Chaudoir met de achterhoede van de Duitse colonne besliste Chaudoir om terug te plooien naar Nazareth. Het konvooi raakte voor de Edemolenwijk opnieuw betrokken bij een vuurgevecht, dit keer met de Duitse voorhoede, maar slaagde erin Nazareth te bereiken. De burgerwachters hadden één dode te betreuren. 
Wanneer Frémault het geluid vernam van een vuurgevecht in de omgeving van de Edemolen, besliste hij om de burgerwachters te hulp te komen. Maar eenmaal ter plaatse, constateerde hij dat die waren ontkomen. Op dit ogenblik – het is dan ongeveer 12:00 – verscheen de brigade van Gavere en stelde zich ter beschikking van Frémault. Die kleine groep was eveneens op het lawaai van het vuurgevecht afgekomen, maar liep in een Duitse hinderlaag. 
De groep, ondertussen aangegroeid tot een veertigtal, verschanste zich in enkele gebouwen in het gehucht Edemolen en samen met de automitrailleur slaagde men erin de Duitse voorhoede tot staan te brengen.
Omstreeks 12:20 bemerkte Frémault dat de vijand – onder dekking van hagen - hem links en rechts overvleugelde en de weg naar Gavere afsneed. Hij stuurde een estafette per fiets naar Nazareth (langs de Oudenaardse heerweg) om Chaudoir te hulp te roepen.
De Duitsers gingen over tot een stormloop, maar worden opnieuw met zware verliezen teruggeslagen. Ze slaagden er wel in om de hoeven in brand te steken. De rijkswachters en vrijwilligers dienden hun schuilplaatsen onder het vuur van de vijand te verlaten en zich te hergroeperen op en rond de berm van de molen, langs de Oudenaardse heerweg. 
Slechts een tiental onder hen bereikte de berm en kon er stand houden tot wanneer een tegenaanval van de burgerwacht vanuit Nazareth hen kon ontzetten, hierbij in laatste instantie geholpen door 300 Franse infanteristen die ’s morgens in Deinze aangekomen waren en in ijltempo naar Nazareth waren opgemarcheerd.  
Bij het treffen konden de Duitsers vijf krijgsgevangenen nemen die ze even als levend schild gebruikten om hun aftocht te dekken. Het waren chef Ernest Van Dooren, wachtmeester Maurice Tachel en de rijkswachters P. De Block, D. Goeminne en R. Van Hollebeeck die later als krijgsgevangenen in het kamp van Gustorf in Duitsland werden opgesloten.  
Tegen 15:00 is het gevecht aan de molen afgelopen. Er zijn elf slachtoffers aan Belgische zijde. Kapitein Camiel Frémault, de wachtmeesters Francies Camiel De Bruycker, Octaaf De Cock, August Van Oost, Romain Verschraegen, brigadier Van Den Bulcke en de oorlogsvrijwilligers soldaten Alfred Daniels, Ernest Hermans, Jozef-Hendrik Blieck, Gustaaf Peetermans en Jules De Clerq, die ingedeeld waren bij de gendarmerie.  
De Duitsers verloren 68 manschappen en telden een honderdtal gewonden, die allen tijdens de aftocht worden meegenomen.

## Feest van de rijkswacht
De Belgische slachtoffers werden eerst begraven op het kerkhof van Nazareth. Na de oorlog werd het lichaam van kapitein Frémault overgebracht naar zijn geboortedorp Pollinckhove, terwijl vijf rijkswachters een definitieve rustplaats kregen in Zomergem.
Voor de rijkswacht bleef het gevecht aan de Edemolen een symbool voor de dapperheid van hun manschappen. Dit zorgde ervoor dat het gebeuren niet werd vergeten. Het korpsbevel nr. 63 van 24 april 1933 heeft het feest van de Rijkswacht op 7 oktober vastgelegd ter nagedachtenis van diegenen, die op eigen initiatief hun wapenbroeders die in moeilijkheden verkeerden, te hulp gesneld zijn en die sneuvelden met de wapens in de hand, oog in oog met de invaller. Na de opheffing van de rijkswacht bleven de plechtigheden aan het Edemolen-monument doorgaan. 

## Gedenkzuil
Op de plek waar het gevecht plaatsvond, werd op 7 oktober 1937 een gedenkteken onthuld ter ere van de gevallen Belgische slachtoffers. Het monument staat op de parking van het huidige café Edemolen langs de Gaversesteenweg. De Edemolen zelf is al jaren verdwenen.

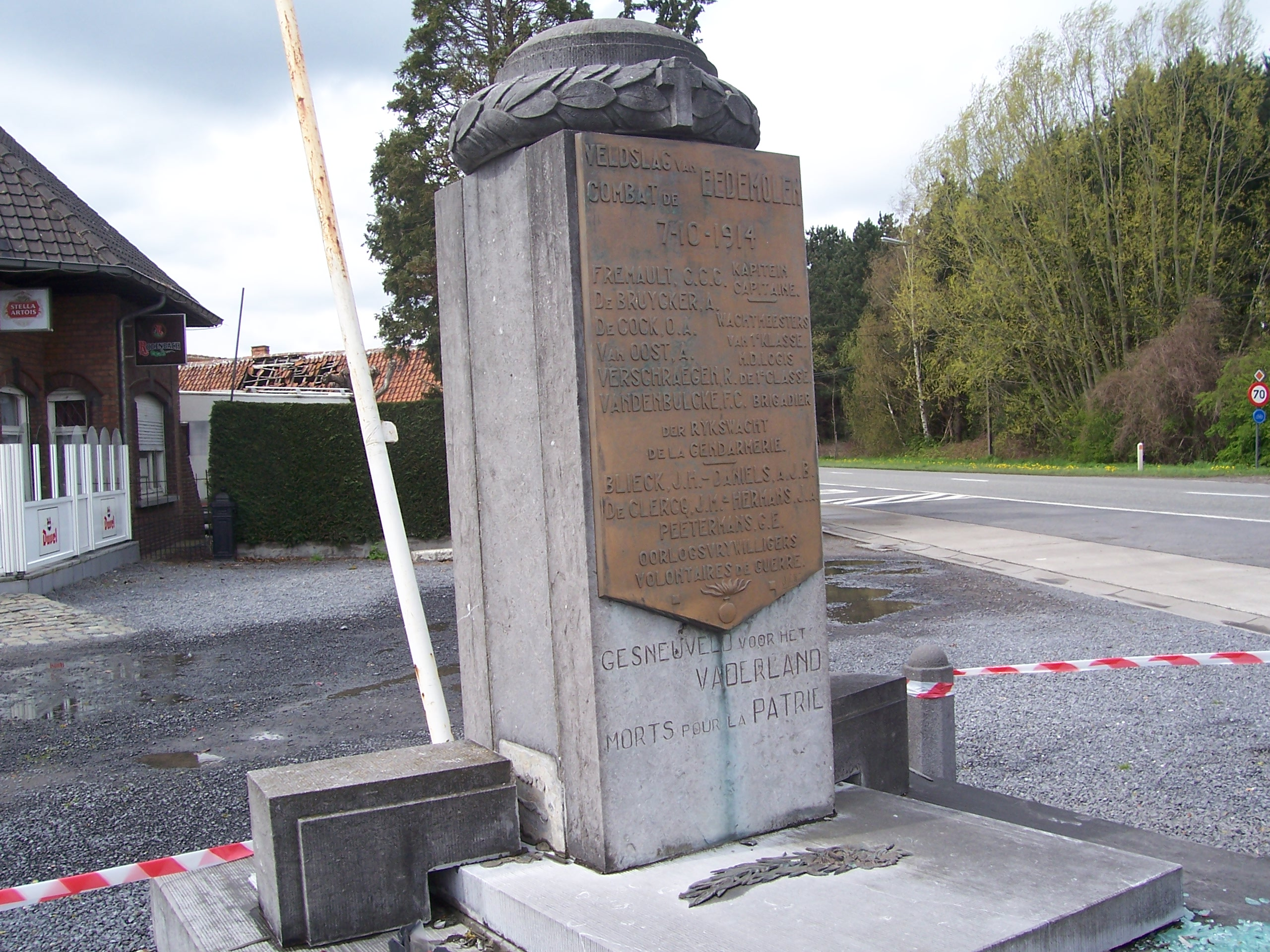
Oorlogsmonument van het gevecht aan de Edemolen

De gedenkzuil voor de twaalf Belgische gesneuvelden (zeven rijkswachters en vijf vrijwilligers) is opgetrokken uit blauwe hardsteen en is van de hand van de Gentse beeldhouwer Olivier Piette (1885-1948). Op de zuil is een koperen plaat aangebracht met daarop in opgelegde letters ‘Veldslag van Eedemolen 7-10-1914’ en de namen van de gesneuvelden. De tekst op het monument werd ook in het Frans opgenomen. 
Het gedenkteken werd in de loop van 2012 door de gemeente grondig gerestaureerd na een zware beschadiging.

## Historisch belang
Waren de gebeurtenissen aan de Edemolen een klein incident of een belangrijker gebeuren in het kader van de bewegingsoorlog in 1914?
Op basis van de beschikbare informatie moet worden gesteld dat het hier wel degelijk om een relatief kleinschalig maar belangrijk gevecht ging, dat mogelijk een zeker effect had op het verdere verloop van de bewegingsoorlog.  
Aan beide zijden werden vele honderden manschappen ingezet. Vooral de rol van de kleine groep rijkswachters en vrijwilligers die kwam hulp bieden en de Duitse opmars ten koste van mensenlevens heeft vertraagd, is opvallend. 
Ondertussen begonnen tienduizenden Belgische militairen vanuit Antwerpen hun tocht naar de kust en de IJzervlakte. Voor hen was het belangrijk om te beschikken over bruggen en spoorwegen om snel te vorderen en als eerste de kuststreek te bereiken. 
De Duitse verkenningseenheid, die tegelijk een aanvalsgroep was, slaagde er dus niet in om de (spoorweg)infrastructuur in de omgeving van Gent te vernietigen en dus de aftocht te vertragen. 